# Mariangiola Criscuolo
Mariangiola Criscuolo (née en 1548 à Naples et morte en 1630) est une peintre italienne maniériste, active principalement dans sa ville natale de Naples à la fin du XVIe et au début du XVIIe siècle.

## Biographie
Fille du peintre Giovanni Filippo Criscuolo, son oncle, Giovanni Angelo Criscuolo était aussi peintre. Elle a épousé le peintre Giovanni Antonio di Amato le Jeune. Elle a excellé dans la peinture de retables.

## Sources
- (en) Cet article est partiellement ou en totalité issu de l’article de Wikipédia en anglais intitulé « Mariangiola Criscuolo » (voir la liste des auteurs).